# O Val (Gomesende)
O Val (llamada oficialmente Santa María do Val) es una parroquia, una entidad de población y un santuario Despoblado, del municipio español de Gomesende, en la provincia de Orense, Galicia.

## Organización territorial
La parroquia está formada por  siete entidades de población:

### Entidad de población
Entidad de población que forma parte de la parroquia:
- Arnoia Seca
- Freiría
- O Viso
- Vergazas

### Despoblados
Despoblados que forman parte de la parroquia:
- A Levada
- Cimadevila
- O Val

## Demografía
| Gráfica de evolución demográfica de O Val (parroquia) entre 2000 y 2022 |
|                                                                         |
| Datos según el nomenclátor publicado por el INE.                        |